# 上海図書館
上海図書館（上海科学技術情報研究所）（シャンハイとしょかん、中: 上海图书馆（上海科学技术情报研究所））は中国の上海にある図書館。ここは北京の中国国家図書館に次ぎ中国で2番目に大きな図書館である。
敷地面積は3.1ヘクタール、床面積は83,000m²。建物は高さ106.9メートル（24階建て）および58.8メートルの2つの塔からなり、その直方体を積み上げたピラミッド状の姿は、文化的遺産の堅い礎、そして知識を追求する人類の不断の努力を象徴したものである。2012年時点で、世界で最も高い図書館である。

## 沿革
上海図書館が設立される前に上海にあった図書館としては、イエズス会が運営した1847年設立の徐家匯蔵書楼、初めて中国人自身が運営した図書館である1925年設立の上海東図書館がある。
1950年に上海文化遺産運営委員会は図書の収集活動を行ない、約1年間で20万冊以上を集めた。これには多くの学者や名士が協力し、そのうちの一部は莫大な寄付を行なった。委員会は海外からも図書を購入した。そして1952年7月22日に、上海で初めてとなる大規模公営図書館として、70万冊以上の蔵書を揃えた上海図書館を開設した。ここは以前の上海競馬場のそばにある建物であり、床面積が30,000m²あった。
1956年には徐家匯蔵書楼を分館とし、1958年に上海科学技術図書館（上海科技图书馆）、上海歴史文書図書館（上海历史文献图书馆）、上海新聞図書館（上海报刊图书馆）を合併した。1995年に上海図書館は、1958年設立の上海科学技術情報研究所 (ISTIS) と合併した。これにより上海図書館は、公共図書館サービスと科学技術・産業情報研究機能が一体化した、中国初の図書館となった。
所蔵スペースの不足は1970年代から問題となり、現在の建物は1993年に起工、1996年に移転、一般公開が始まった。

## 関連文献
- David H. Stam, ed (2001). International Dictionary of Library Histories. Fitzroy Dearborn. ISBN 1579582443